# Çağlar Söyüncü
Çağlar Söyüncü (pronunciado [tʃɑːˈɫɑr sœjynˈdʒy]; Esmirna, Turquía, 23 de mayo de 1996) es un futbolista turco que juega en la posición de defensor en el Fenerbahçe S. K. de la Superliga de Turquía.

## Trayectoria

### Clubes
Comenzó su carrera futbolística en 2014, con el Altınordu. En la temporada 2015-16 de la TFF Primera División, varios clubes se interesaron en Söyüncü. Entre las opciones del jugador se encontraba el Beşiktaş, Sevilla y S. C. Friburgo, inclinándose finalmente por este último equipo. El 9 de agosto de 2018 se hizo oficial su fichaje por el Leicester City.

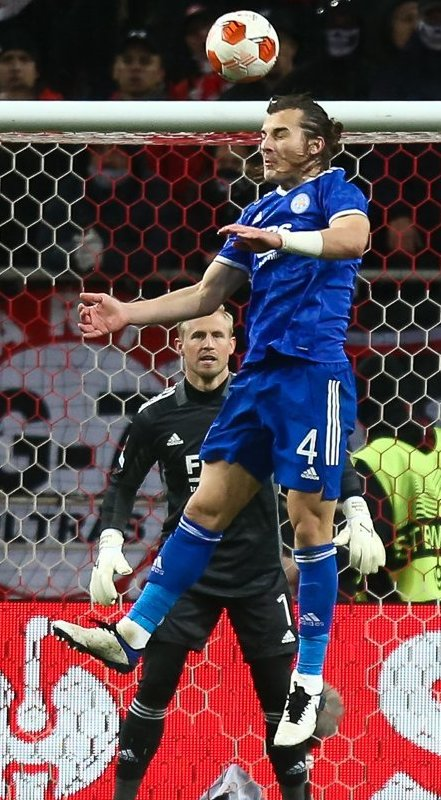
Söyüncü con el Leicester City en 2020.

Dejó Inglaterra en junio de 2023 una vez expiró su contrato. Entonces fichó por el Atlético de Madrid para las siguientes cuatro temporadas. En sus primeros meses en el equipo sufrió una lesión con la selección y solo pudo jugar nueve encuentros hasta enero. A finales de ese mes fue cedido al Fenerbahçe S. K. hasta el término de la campaña, momento en el que fue adquirido en propiedad.

## Selección nacional
El 18 de marzo de 2016 fue convocado a la selección turca para la jornada de partidos amistosos ante Suecia y Austria. Söyüncü jugó los últimos segundos del encuentro contra los suecos, donde entró en reemplazo de Ozan Tufan al minuto 90. También disputó el partido amistoso frente al seleccionado ruso, donde jugó de titular, que finalizó en empate a cero goles.

## Estadísticas

### Clubes
Actualizado al último partido disputado el 31 de mayo de 2025.
| Club                            | Div.          | Temporada     | Liga  | Liga  | Copas nacionales | Copas nacionales | Copas internacionales | Copas internacionales | Total | Total |
| Club                            | Div.          | Temporada     | Part. | Goles | Part.            | Goles            | Part.                 | Goles                 | Part. | Goles |
| ------------------------------- | ------------- | ------------- | ----- | ----- | ---------------- | ---------------- | --------------------- | --------------------- | ----- | ----- |
| Altınordu S. K. Turquía         | 2.ª           | 2014-15       | 4     | 0     | 6                | 0                | —                     | —                     | 10    | 0     |
| Altınordu S. K. Turquía         | 2.ª           | 2015-16       | 30    | 2     | 0                | 0                | —                     | —                     | 30    | 2     |
| Altınordu S. K. Turquía         | Total club    | Total club    | 34    | 2     | 6                | 0                | —                     | —                     | 40    | 2     |
| S. C. Friburgo · Alemania       | 1.ª           | 2016-17       | 24    | 0     | 1                | 0                | —                     | —                     | 25    | 0     |
| S. C. Friburgo · Alemania       | 1.ª           | 2017-18       | 26    | 1     | 2                | 0                | 2                     | 0                     | 30    | 1     |
| S. C. Friburgo · Alemania       | Total club    | Total club    | 50    | 1     | 3                | 0                | 2                     | 0                     | 55    | 1     |
| Leicester City F. C. Inglaterra | 1.ª           | 2018-19       | 6     | 0     | 2                | 0                | —                     | —                     | 8     | 0     |
| Leicester City F. C. Inglaterra | 1.ª           | 2019-20       | 34    | 1     | 8                | 0                | —                     | —                     | 42    | 1     |
| Leicester City F. C. Inglaterra | 1.ª           | 2020-21       | 23    | 1     | 6                | 0                | 3                     | 0                     | 32    | 1     |
| Leicester City F. C. Inglaterra | 1.ª           | 2021-22       | 28    | 1     | 5                | 0                | 8                     | 0                     | 41    | 1     |
| Leicester City F. C. Inglaterra | 1.ª           | 2022-23       | 7     | 1     | 2                | 0                | —                     | —                     | 9     | 1     |
| Leicester City F. C. Inglaterra | Total club    | Total club    | 98    | 4     | 23               | 0                | 11                    | 0                     | 132   | 4     |
| Atlético de Madrid · España     | 1.ª           | 2023-24       | 6     | 0     | 1                | 0                | 2                     | 0                     | 9     | 0     |
| Atlético de Madrid · España     | Total club    | Total club    | 6     | 0     | 1                | 0                | 2                     | 0                     | 9     | 0     |
| Fenerbahçe S. K. Turquía        | 1.ª           | 2023-24       | 12    | 2     | 1                | 0                | 3                     | 0                     | 16    | 2     |
| Fenerbahçe S. K. Turquía        | 1.ª           | 2024-25       | 25    | 1     | 4                | 0                | 11                    | 1                     | 40    | 2     |
| Fenerbahçe S. K. Turquía        | Total club    | Total club    | 37    | 3     | 5                | 0                | 14                    | 1                     | 56    | 4     |
| Total carrera                   | Total carrera | Total carrera | 225   | 10    | 38               | 0                | 29                    | 1                     | 292   | 11    |

## Palmarés

### Títulos nacionales
| Título           | Club                 | País       | Año     |
| ---------------- | -------------------- | ---------- | ------- |
| FA Cup           | Leicester City F. C. | Inglaterra | 2020-21 |
| Community Shield | Leicester City F. C. | Inglaterra | 2021    |